# اولیویا ویلیامز
اولیویا ویلیامز (انگلیسی: Olivia Haigh Williams؛ زاده ۲۶ ژوئیهٔ ۱۹۶۸) یک هنرپیشه اهل بریتانیا است.
از فیلم‌ها یا برنامه‌های تلویزیونی که وی در آن نقش داشته‌است می‌توان به داستان شوالیه‌ام، سایه‌نویس، هانا، حس ششم، مردان ایکس: آخرین ایستادگی، یک آموزش اشاره کرد.

## فیلم‌شناسی
فهرست برخی از فیلم‌هایی که اولیویا ویلیامز در آنها به ایفای نقش پرداخته‌است:
- سایه‌نویس
- هانا
- حس ششم
- مردان ایکس: آخرین ایستادگی
- یک آموزش
- داستان یک شوالیه
- آنا کارنینا
- راشمور
- خرابکاری
- جاستین و شوالیه‌های دلیر
- کبوتر بی‌باک
- پیتر پن
- قربان‌گاه
- پستچی
- آخرین روزها در مریخ
- الان خوبه
- مردی از مزرعه‌های بهشتی
- برای کشتن یک پادشاه
- اما
- پشیمانی‌های خانم آستین
- قلب من
- چهار سگ در حال بازی پوکر